# Nik Cohn

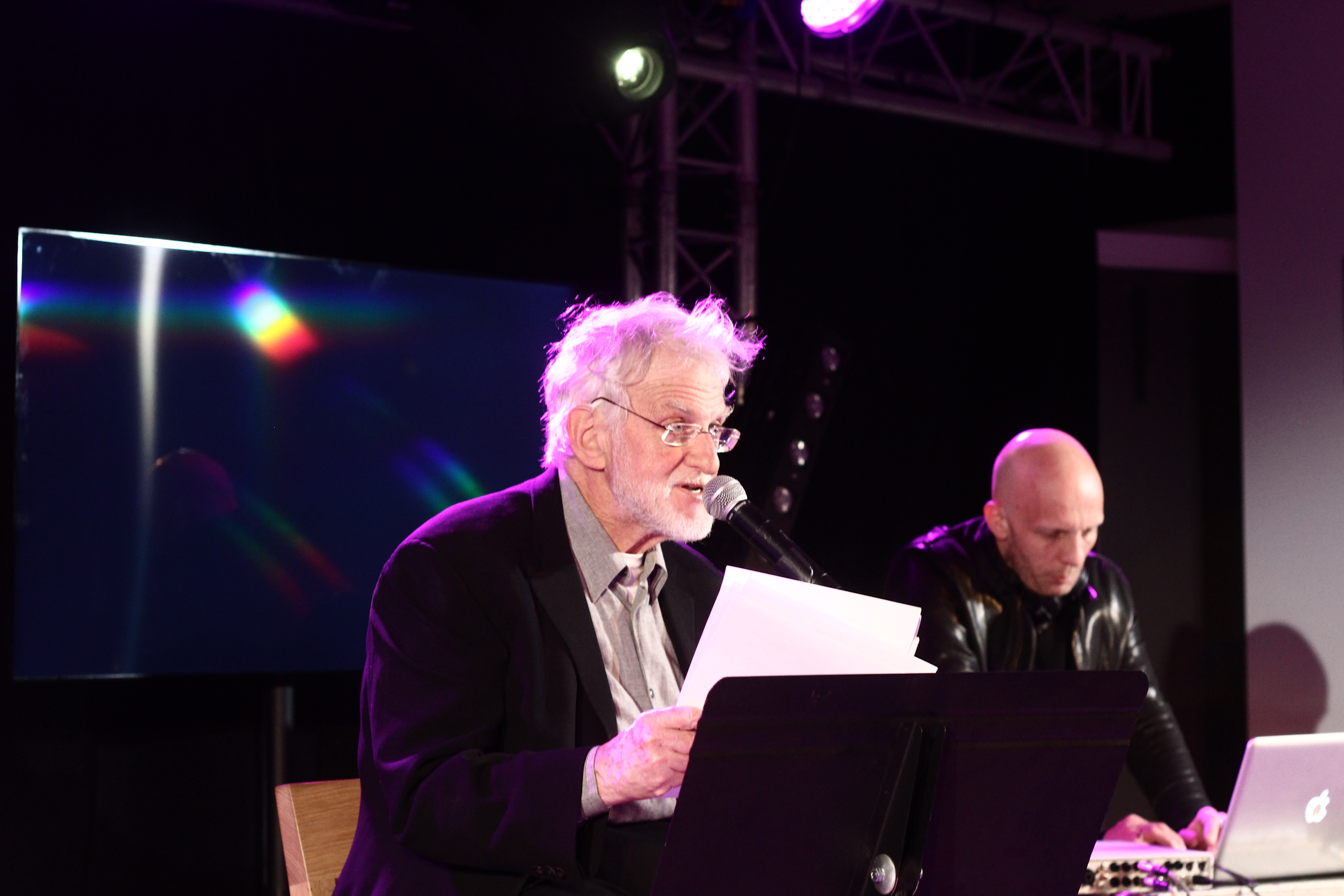
Nik Cohn, 2014

Nik Cohn (* 1946 in London) ist ein britischer Musikjournalist und Reiseliterat. King Cohn gilt als Stammvater einer neuen Art des Musik-, Reise- und Sozialjournalismus.

## Leben
Cohn wuchs in Irland auf. Sein Vater war der Historiker Norman Cohn, seine Mutter die Schriftstellerin Vera Broido. Seit seinem 15. Lebensjahr veröffentlicht er Aufsätze und Bücher zur Rockmusik, Populär- und Underground-Kultur. 1969 erschien seine Essaysammlung Pop from the Beginning (deutscher Titel AWopBopaLooBop ALopBamBoom, 1971), eine unterhaltsame Geschichte der modernen Popmusik und Jugendkultur und die erste Pop-Chronologie überhaupt. 1973 veröffentlichte er zusammen mit dem belgischen Künstler Guy Peellaert das Rock-Bilderbuch Rock Dreams, „ein hitziger, schwüler Traum in Bonbonfarben“ (taz).
Cohn zog Mitte der 1970er-Jahre nach New York und sollte dort kurz nach seiner Ankunft über die neu entstandene Disco-Szene berichten. Sein Artikel Tribal Rites of the New Saturday Night (deutsch: „Stammesriten der neuen Samstagnacht“) von 1975 wurde zur Grundlage des Disco-Films Saturday Night Fever. Später gestand Cohn ein, dass er die New-Yorker Disco-Szene gar nicht verstanden hatte und sich den Artikel anhand seiner Kenntnisse der britischen Mod-Szene ausgedacht hatte. Anfang der 80er Jahre wurde Cohn in den USA für die illegale Einfuhr von Heroin im Werte von 4 Millionen Dollar zu einer fünfjährigen Bewährungsstrafe und einer Geldbuße von 5000 Dollar verurteilt. Das sehr niedrige Strafmaß basierte auf einem umfassenden Geständnis.
Anfang der 1990er-Jahre machte Cohn durch ein erfolgreiches New-York-Buch auf sich aufmerksam: Das Herz der Welt erhielt den Thomas-Cook-Preis für die beste Reisereportage des Jahres. Im Jahr 1997 veröffentlichte der Schriftsteller mit seinem apokalyptischen Roman Need wieder eine Story aus dem Großstadtdschungel. 1999 lieferte er eine Reportage über die multiethnischen Sub- und Jugendkulturen seiner merklich gewandelten Heimat England ab. Die Qualität seiner journalistischen Arbeit wird von manchen Kritikern mit den Sozialreportagen George Orwells verglichen. Nik Cohn schreibt regelmäßig für die britische Zeitung The Guardian.
Nik Cohn lebt abwechselnd in den USA und in England.

## Publikationen
- Pop. From the Beginning. Weidenfeld & Nicolson, London 1969 (auch bei Stein & Day, New York 1969); als Taschenbuchausgabe mit neuem Titel: Awopbopaloobop Alopbamboom. Paladin, London 1970; deutscher Titel: AWopBopaLooBop ALopBamBoom – Nik Cohn’s Pop History. Rowohlt, Reinbek 1971; Neuauflage ebenda 2001, ISBN 3-499-11542-5.
- Rock Dreams (mit farbigen Illustrationen von Guy Peellaert) (1973, Neuauflage 2003, auch deutschsprachige Ausgabe 1982 bei Rogner & Bernhard)
- The Heart of the World (1992), deutsch: Das Herz der Welt (1992/94)
- Need. A Novel (1997), deutsch: Manhattan Babylon (1999/2001)
- Yes We Have No: Adventures in the Other England (1999)
- Twentieth Century Dreams (mit farbigen Illustrationen von Guy Peellaert, 2001)
- Soljas (zusammen mit Julia Dorner, 2002)
- Triksta: Life and Death and New Orleans Rap (2005), deutsch: Triksta: Leben, Tod und Rap in New Orleans (Hanser 2008)